# انتخابات ۲۰۱۸ در هند
انتخابات ۲۰۱۸ در هند (انگلیسی: 2018 elections in India) همزمان با انتخابات لوک سبها، راجیه سبها، انتخابات مجلس قانونگذاری هند در هشت ایالت و تعداد دیگری از مجالس قانونگذاری ایالتی، شوراها و دوائر محلی برگزار می‌شود. انتخابات به‌طور گسترده‌ای با رهبری اتحاد ملی دموکراتیک حزب حاکم و اتحادیه پیشرو حزب اپوزیسیون در انتخابات آینده سال ۲۰۱۹ جریان خواهد یافت. در هفت ایالت از هشت ایالتی که سال جاری برای رای‌گیری می‌روند، حزب بهاراتیا جاناتا همراه با کنگره ملی هند مستقیماً به رقابت خواهند پرداخت. علاوه بر این، نتایج انتخابات در ایالت‌های کارناتاکا، مادایا پرادش و راجستان به عنوان فشارسنج وضعیت عام انتخابات عمومی قبل از انتخابات محسوب می‌شوند. انتظار می‌رود که انتخابات مجلس ملی که در آن اتحاد ملی دموکراتیک حزب حاکم که اکثریت را ندارد موضع خود را تقویت کند.

## تاریخچه

### نظام انتخاباتی
بنابر قانون اساسی هند، انتخابات باید هر پنج سال یک بار توسط پارلمان و مجامع قانونگذاری دولتی برگزار شود، مگر اینکه یک وضعیت اضطراری به وجود بیاید. علاوه بر این، هر کمبود پرسنلی ناشی از مرگ یا استعفای نماینده باید از طریق انتخابات ظرف شش ماه پس از وقوع آن درگذشت یا واگذاری، پر شود.
انتخابات در مجلس سفلی (در پارلمان و در ایالت‌ها) برای اولین بار از سیستم پست استفاده می‌کنند - کاندیداها با شماری از آرا برنده انتخابات می‌شوند. انتخابات به یک سوم کرسی‌های مجلس نمایندگان راجیه سبها هر دو سال یکبار انجام می‌شود. اعضای مجلس نمایندگان به‌طور غیرمستقیم توسط مجمع‌های قانونی دولتی بر اساس نمایندگی تناسبی انتخاب می‌شوند. اعضای شوراهای قانونگذاری ایالتی (در ایالت‌هایی که دارای مجلس بالا هستند) به صورت غیرمستقیم از طریق سازمان‌های محلی انتخاب می‌شوند.
همه انتخابات در سطح مرکزی و ایالتی توسط کمیسیون انتخابات هند صورت می‌گیرد، حال آنکه انتخابات محلی توسط کمیسیون انتخابات دولتی انجام می‌شود.

### روند صلح در ناگا
انتخابات در ناحیه ناگالند واقعه در شمال شرقی هند برگزار می‌شود، این ناحیه یک کانون شورش طولانی علیه دولت هند دارد. موافقتنامه صلح ناگالند به امضاء دولت هند رسیده‌است. شورای ملی سوسیالیست ناگالند یکی از عوامل مهم در انتخابات این ناحیه به‌شمار می‌رود. گروه‌های شورشی تهدید کرده‌اند که انتخابات دولت را مختل خواهند نمود، مگر اینکه یک راه حل دائمی برای این درگیری‌ها پیدا شود. با این حال، مذاکرات میان گروه‌های شورشی و دولت با تعهد این که  انتخابات بر روند صلح تأثیر نگذارد ادامه خواهد داشت، شورشیان در مقابل تضمین کرده‌اند تا انتخابات بدون هیچ گونه اختلالی برگزار شود.

### انتخابات آینده
انتخابات در اواخر نوامبر و اوایل دسامبر ۲۰۱۸ در ایالت‌های مادایا پرادش، چتیسگر، میزورام، راجستان و تلانگانا  برگزار می‌شود. 
|  |  |  |  |  |
|  |  |  |  |  |